# 野球グアテマラ代表
野球グアテマラ代表（やきゅうグアテマラだいひょう）は、グアテマラにおける野球のナショナルチームである。2006年の北京オリンピックアメリカ大陸予選では一次リーグで敗退している。
フル代表は世界大会から遠ざかっているが、2014年には第2回15U野球ワールドカップに出場し18チーム中14位の成績を残した。

## 国際大会

### ワールド・ベースボール・クラシック
| 回 | 年   | 開催地                                                                       | 順位   |
| -- | ---- | ---------------------------------------------------------------------------- | ------ |
| 1  | 2006 | アメリカ合衆国の旗 · 日本の旗 · プエルトリコの旗                             | 不参加 |
| 2  | 2009 | アメリカ合衆国の旗 · 日本の旗 · プエルトリコの旗 · メキシコの旗 · カナダの旗 | 不参加 |
| 3  | 2013 | アメリカ合衆国の旗 · 日本の旗 · プエルトリコの旗 · 中華民国の旗              | 不参加 |
| 4  | 2017 | アメリカ合衆国の旗 · 日本の旗 · 大韓民国の旗 · メキシコの旗                  | 不参加 |
| 5  | 2023 | アメリカ合衆国の旗 · 日本の旗 · 中華民国の旗                                 | 不参加 |
| 6  | 2026 | アメリカ合衆国の旗 · 日本の旗 · プエルトリコの旗                             | 不参加 |

### オリンピック
| 回 | 年   | 開催地       | 順位     |
| -- | ---- | ------------ | -------- |
| 26 | 1992 | バルセロナ   | 予選敗退 |
| 27 | 1996 | アトランタ   | 予選敗退 |
| 28 | 2000 | シドニー     | 予選敗退 |
| 29 | 2004 | アテネ       | 予選敗退 |
| 30 | 2008 | 北京         | 予選敗退 |
| 33 | 2021 | 東京         | 予選敗退 |
| 35 | 2028 | ロサンゼルス |          |

### WBSCプレミア12
| 回 | 年   | 開催地                                                | 順位   |
| -- | ---- | ----------------------------------------------------- | ------ |
| 1  | 2015 | 日本の旗 · 中華民国の旗                               | 不参加 |
| 2  | 2019 | 日本の旗 · 中華民国の旗 · 大韓民国の旗 · メキシコの旗 | 不参加 |
| 3  | 2024 | 日本の旗 · 中華民国の旗 · メキシコの旗                | 不参加 |
| 4  | 2027 |                                                       |        |

### ワールドカップ[2]
- 1947年 - 9位
- 1948年 - 6位
- 1950年 - 10位
- 1951年 - 10位
- 1952年 - 12位
- 1953年 - 8位
- 1961年 - 6位
- 1965年 - 7位
- 1969年 - 10位
- 1970年 - 7位
- 1972年 - 10位

### WBSCインターコンチネンタルカップ
- 全年 - 不参加

### パンアメリカン競技大会
- 1951年 - 不参加
- 1955年 - 不参加
- 1959年 - 不参加
- 1963年 - 不参加
- 1967年 - 不参加
- 1971年 - 不参加
- 1975年 - 不参加
- 1979年 - 不参加
- 1983年 - 不参加
- 1987年 - 不参加
- 1991年 - 不参加
- 1995年 - 7位
- 1999年 - 8位
- 2003年 - 8位
- 2007年 - 不参加